# Tinus minutus
Tinus minutus är en spindelart som beskrevs av F. O. Pickard-Cambridge 1901. Tinus minutus ingår i släktet Tinus och familjen vårdnätsspindlar. Inga underarter finns listade i Catalogue of Life.